# Eimsheim
Eimsheim ist eine Ortsgemeinde im Landkreis Mainz-Bingen in Rheinland-Pfalz. Sie gehört der Verbandsgemeinde Rhein-Selz an, die ihren Verwaltungssitz in der Stadt Oppenheim hat.

## Geographie
Eimsheim liegt in Rheinhessen etwa 15 km südlich von Mainz. Es grenzt im Westen an Dolgesheim, im Norden an Uelversheim, im Osten an Guntersblum und im Süden an Wintersheim. Die Fläche der Weinbaugemeinde beträgt etwa 451 ha, davon etwa 100 ha Weinberge.

## Geschichte
Ausgrabungsfunde aus der Bronzezeit legen eine Besiedlung nahe, die mindestens bis 1800 bis 1000 v. Chr. zurückreicht. Die Reste eines Säulenkapitells aus einem Jupitertempel der Römerzeit wurden hier ebenfalls gefunden.
Etwa um 500 siedelten sich die Franken an, der Ortsname „Uminisheim“ geht auf den Sippenältesten „Umin“ zurück. Die älteste erhaltene schriftliche Erwähnung des im Wormsgau gelegenen Orts findet sich in einer Schenkungsurkunde von 762, mit der Egilolf einen Weinberg in der „Huminsheimer Marca“ an das Kloster Lorsch übertrug.
Zu Beginn des 11. Jahrhunderts gehörte Eimsheim zum Bistum Worms, das es später an das Zisterzienserinnenkloster „Weidas“ bei Dautenheim abtrat. Das Kloster Otterberg war im Ort begütert.
1485 wurde die Hälfte des Dorfes dem pfälzischen Kurfürsten Philipp „der Edelmütige“ übergeben, die andere Hälfte des Dorfes fiel erst 1551 unter Philipps Sohn Friedrich „der Weise“ an die Kurpfalz.
1780 wurde die neue katholischen Kirche fertiggestellt. Wenig später fiel Eimsheim unter französische Verwaltung, auch Eimsheimer Bürger nahmen an den napoleonischen Feldzügen teil. Zur Erinnerung an diese Zeit entstand 1852 ein sogenannter Napoleonstein als Veteranendenkmal auf dem alten Friedhof.
In einer Phase starker Bautätigkeit zwischen 1890 und 1906 entstanden unter anderem die Alte Schule, die Neue Schule, das Rathaus sowie die evangelische Kirche. Die Einwohnerzahl betrug schon damals etwa 600.
Nach dem Zweiten Weltkrieg gehörte die Gemeinde zur französischen Besatzungszone und kam 1946 zu dem neugebildeten Land Rheinland-Pfalz.
Im Jahr 1982 gewann Eimsheim den ersten Preis im Wettbewerb „Unser Dorf soll schöner werden“.
Von 1972 bis 2014 gehörte Eimsheim der Verbandsgemeinde Guntersblum und seit dem 1. Juli 2014 der Verbandsgemeinde Rhein-Selz an.

## Politik

### Gemeinderat
Der Gemeinderat in Eimsheim besteht aus zwölf Ratsmitgliedern, die bei der Kommunalwahl am 9. Juni 2024 in einer Mehrheitswahl gewählt wurden, und dem ehrenamtlichen Ortsbürgermeister als Vorsitzendem.

### Ortsbürgermeister
Dirk Hesse wurde 2019 Ortsbürgermeister von Eimsheim. Bei der Direktwahl am 9. Juni 2024 wurde Hesse als einziger Bewerber mit einem Stimmenanteil von 88,5 % für weitere fünf Jahre in seinem Amt bestätigt.
Die Ortsbürgermeister seit 1984:
- Herbert Knittel (Liste Knittel), 1984–1992
- Paul Baumann (SPD), 1992–2002
- Hans-Joachim Eller (SPD), 2002–2019
- Dirk Hesse, seit 2019

### Wappen
| Wappen von Eimsheim | Blasonierung: „In Schwarz über Blau geteiltem Schilde oben ein wachsender, rotbewehrter und -gekrönter, goldener Löwe, unten ein goldenes Brunnenbecken mit silbernem Wassersprudel. Dahinter ein nach links oben liegender, goldener Krummstab.“ |
| Wappen von Eimsheim | Wappenbegründung: Eimsheim gehörte seit 1565 bis in die napoleonische Zeit zur Kurpfalz, deshalb in der oberen Wappenhälfte der kurpfälzische Löwe. Die katholische Kirche ist dem heiligen Pirminius geweiht. Dieser Heilige erscheint deshalb in dem 1546 nachweisbaren Gerichtssiegel von Eimsheim. Ein zweites Gerichtssiegel mit dem gleichen Wappenschild stammt aus dem Jahre 1769. Auf beiden Siegeln erscheint der Heilige in ganzer Figur als Bischof mit Mitra und mit einem Krummstab in der Hand. Neben dem Heiligen sieht man auf dem Boden ein kleines Brunnenbecken mit einem Wassersprudel. Dieses Motiv erinnert daran, dass St. Pirminius nach der Legende mit seinem Bischofsstab eine Quelle aufsprudeln ließ, deren Wasser Augen- und Rheumakranke geheilt haben soll. Dies soll auf der Insel Reichenau im Bodensee geschehen sein – neben der Vertreibung giftiger Schlangen – auf der er ja das berühmte Kloster gründete. Der 753 in Hornbach bei Zweibrücken – seiner letzten Wirkungsstätte – gestorbene Heilige war einer der bedeutendsten Missionare Südwestdeutschlands, im Mittelrheingebiet erscheint er selten als Kirchenpatron. Dass er dies für eine Kirche in Eimsheim ist, erklärt sich aus der ehemaligen Zugehörigkeit des Ortes zur Pfalz, wo er häufig in Erscheinung tritt. Übrigens sprudeln in Eimsheim schon immer Quellen an Hängen und in vielen Höfen. Noch bis 1906 versorgten auch zehn ortseigene Brunnen die Bevölkerung mit Wasser. |

## Sehenswürdigkeiten

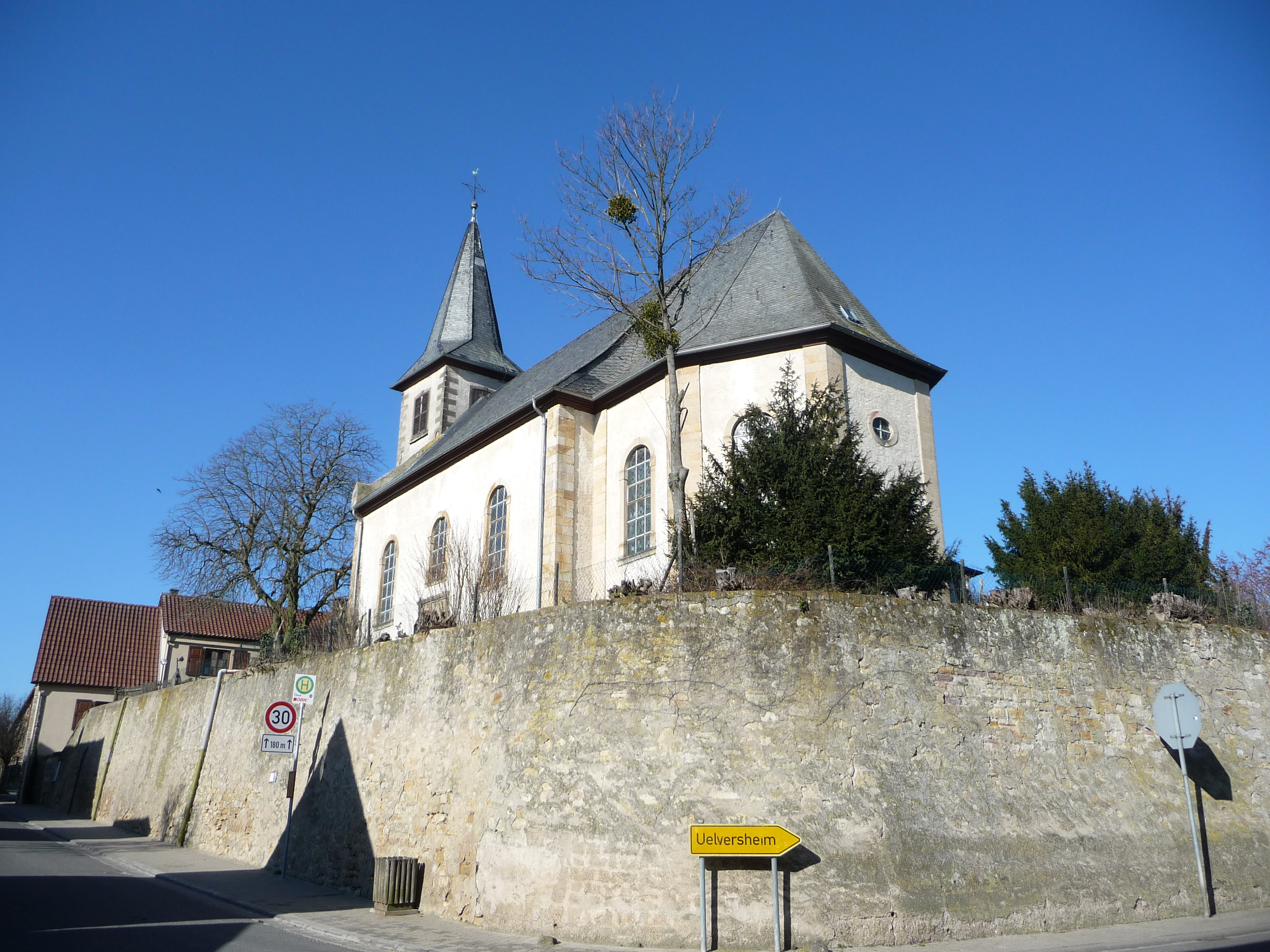
Kath. Kirche St. Pirmin
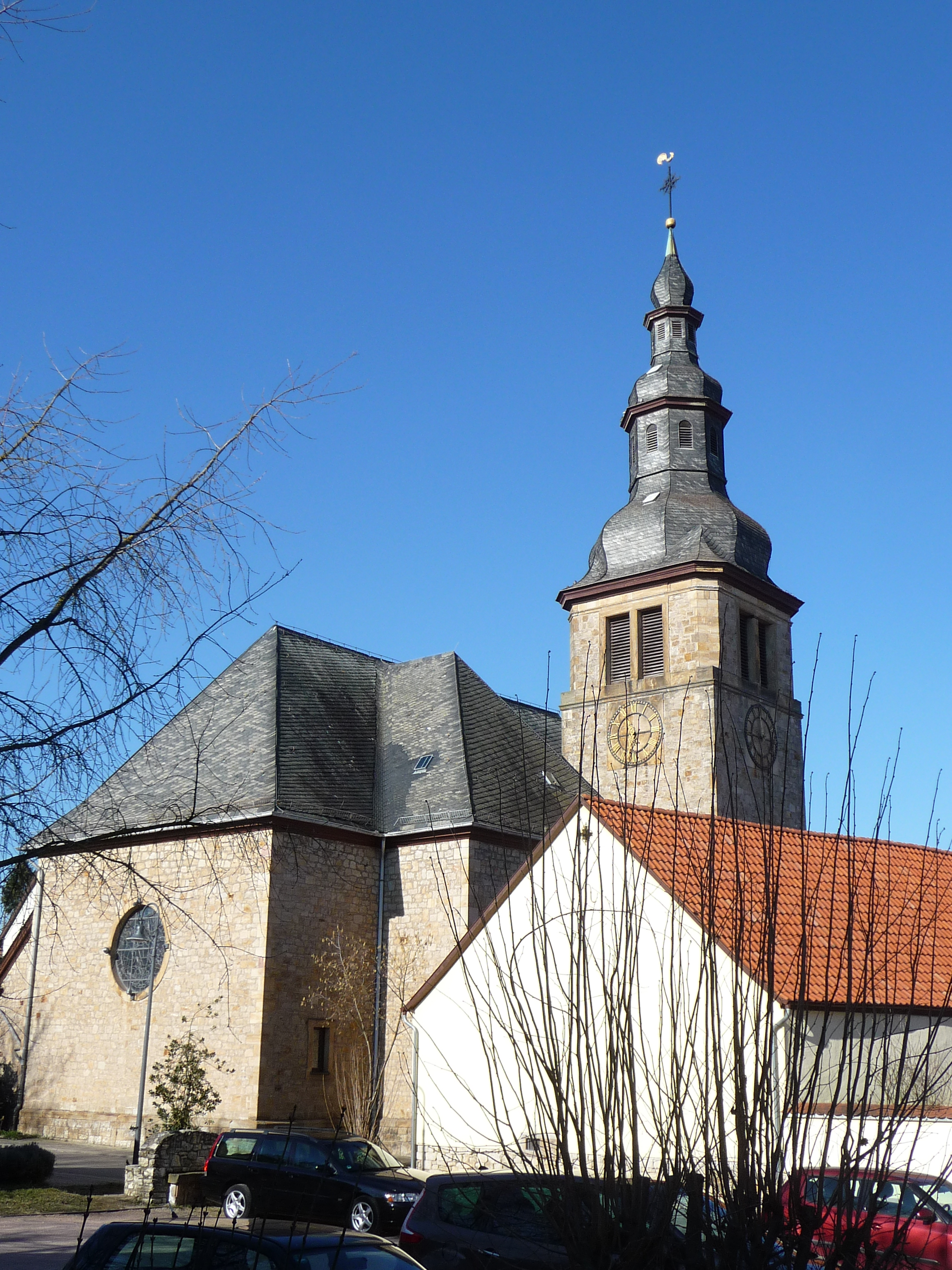
Evangelische Erlöserkirche
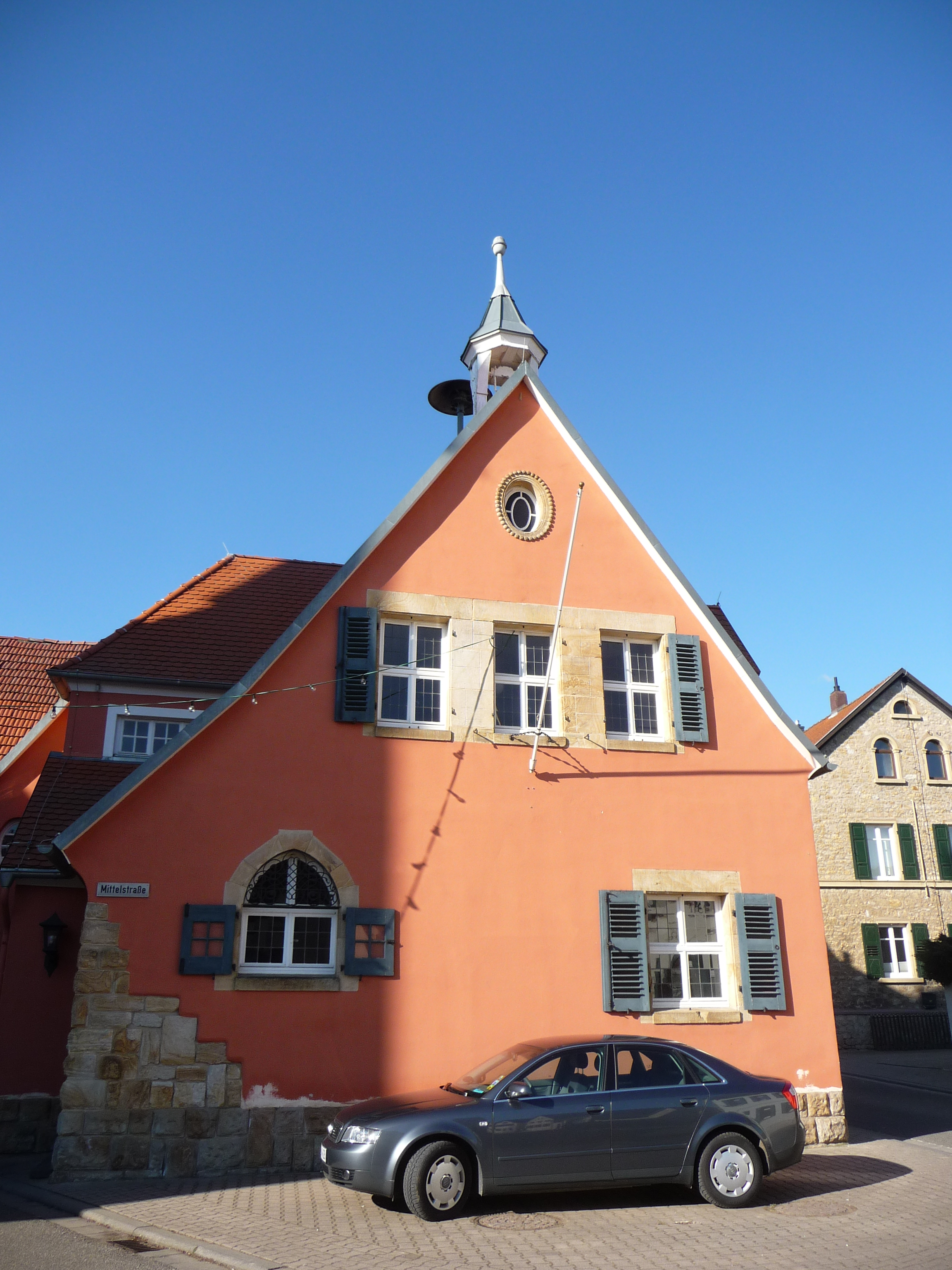
Rathaus

- Katholische Pfarrkirche St. Pirmin: Ausstattung Hochaltar aus 1660/1680, Marienaltar 1723, Antoniusaltar 1672. Hochaltar mit Bildnis des heiligen Augustinus und ein Bildnis der heiligen Theresia von Avila. Marienaltar aus Barock, mit Madonnafigur mit Jesuskind und Bild des heiligen Stephanus. Antoniusaltar aus 1672 – Baustil zwischen Renaissance und Frühbarock mit Bildnis des heiligen Antonius und des heiligen Jodokus. Bild an der Orgelempore – Beweinung Christi aus dem 18. Jahrhundert. Turmmadonna aus dem 19. Jahrhundert.
- Evangelische Erlöserkirche, zweischiffiger Sandsteinquaderbau in barockisierenden Heimatstilformen, gebaut 1905/06, geweiht 1906[6]

## Wirtschaft und Infrastruktur
- Vereinigte Weingüter Krebs-Grode